# Félix de Monpezat
Félix de Monpezat (nascido Félix Henrique Valdemar Cristiano, em dinamarquês: Felix Henrik Valdemar Christian; Copenhague, 22 de julho de 2002) é um membro da família real dinamarquesa, sendo o segundo filho do príncipe Joaquim da Dinamarca com sua primeira esposa, Alexandra Manley e um neto da rainha Margarida II. 
Quando Félix nasceu, ele ocupava a quarta posição na linha de sucessão ao trono dinamarquês, agora ele está na sétima posição, atrás de seus primos, pai e irmão mais velho, Nicolau, mas não exerce quaisquer deveres oficiais.
A partir de 1º de janeiro de 2023, por decisão de sua avó, perdeu o título de "Príncipe" e passou a ser chamado de Sua Excelência, Conde Félix de Monpezat. 

## Biografia

### Nascimento, batismo e confirmação
Félix Henrique Valdemar Cristiano (em dinamarquês: Felix Henrik Valdemar Christian) nasceu no dia 22 de julho de 2002 no Hospital de Rigshospitalet, localizado na cidade de Copenhaga na Dinamarca. É o segundo neto no geral nascido da rainha Margarida II da Dinamarca e seu falecido marido príncipe Henrique, logo após o seu irmão Nicolau. O então príncipe Félix compartilha data de aniversário com o príncipe britânico Jorge de Gales. 
Foi batizado na Igreja de Møgeltønder, no dia 4 de outubro de 2002, pelo vigário real Christian Thodberg. Na cerimônia, foi apresentada a peça musical Convênio Batismal, composta por Frederik Magle. Na ocasião, seu nome completo foi anunciado oficialmente, seguindo a tradição da família real dinamarquesa de apenas anunciar o nome do novo membro da família durante o batizado. Félix tem sete padrinhos, sendo eles: Martina Bent (sua tia materna); Christian Ahlefeldt-Laurvig, Oscar Davidsen Siesbye, Damian Sibley e Annick Boel.
Em 01 de abril de 2017 Félix fez a sua confirmação (crisma) na Igreja da Dinamarca na Capela do Palácio de Fredensborg, com o Capelão Real, Erik Norman Svendsen, liderando o serviço religioso na presença de sua família, de todos os seus sete padrinhos e vários membros da família real dinamarquesa.

### Educação
Félix iniciou sua educação pré-escolar na Igreja Garnison, em Copenhaga. Em 2008, aos seis anos, seguiu os passos de seu pai, irmão e tio na escola particular Krebs' Skole, localizada no bairro de Østerbro na cidade de Copenhaga. Iniciou o ensino secundário na "Gammel Holte High School", localizada na cidade de Copenhaga, em 2018 e se formou em 2021.

### Ações humanitárias
Desde 2010, mantém ao lado do irmão Nikolai a fundação intitulada de "Nikolai & Felix Fonden", que concede bolsas de estudos. Anteriormente a fundação era do seu pai e sua mãe Alexandra, mas após o divórcio, foi repassada aos dois filhos do casal.

## Direitos sucessórios e deveres oficiais
Em maio de 2016, foi confirmado através de uma nota oficial da rainha reinante Margarida II da Dinamarca, que Felix (assim como os seus irmãos e primos mais novos; excluindo apenas o príncipe Cristiano da Dinamarca, o herdeiro presuntivo ao trono) não receberia um salário real do governo dinamarquês e que nem assumiria funções oficiais públicas após completar a maioridade.
Apesar de estar na linha de sucessão ao trono dinamarquês, ele não tem direitos e deveres com a Casa Real e não tem, assim, direito a receber um salário do Estado.

## Títulos, estilos e honras
Quando nasceu, foi nomeado "Félix, Príncipe da Dinamarca. Em 2008 sua avó concedeu a seus filhos e netos também o título de Conde e Condessa de Monpezat. Em setembro de 2022 sua avó decidiu que ele e seus três irmãos, a partir de 1º de janeiro de 2023, perderiam o título de "Príncipe" e "Princesa" e o direito ao tratamento de "Alteza Real".  
- 22 de julho de 2002 – 29 de abril de 2008: Sua Alteza, o Príncipe Félix da Dinamarca
- 29 de abril de 2008 – 31 de dezembro de 2022: Sua Alteza, o Príncipe Félix da Dinamarca, Conde de Monpezat
- 01 de janeiro de 2023 - presente: Sua Excelência, o Conde Félix de Monpezat

### Honras
- 11 de junho de 2009: Medalha Comemorativa do 75° Aniversário de Sua Alteza Real o Príncipe Henrique, Príncipe Consorte da Dinamarca.
- 16 de abril de 2010: Medalha Comemorativa do 70° Aniversário de Sua Majestade a Rainha.
- 14 de janeiro de 2012: Medalha Comemorativa do Jubileu de Rubi de Sua Majestade a Rainha.
- 16 de abril de 2015: Medalha Comemorativa do 75° Aniversário de Sua Majestade a Rainha.